# كينت أوستين
كينت أوستين (بالإنجليزية: Kent Austin)‏ هو لاعب كرة القدم الكندية أمريكي، ولد في 25 يونيو 1963 في ناتيك في الولايات المتحدة.

## وصلات خارجية
- كينت أوستين على موقع مرجع كرة القدم المحترفة.كوم (الإنجليزية)